# Tomás Báez Díaz
Tomás Báez Díaz (Baní, 1909 - noviembre de 2006) fue un historiador y diplomático dominicano.
Su obra más importante es En las garras del terror y la más galardonada una trilogía acerca de la mujer dominicana: La mujer aborigen, la mujer en la colonia y la mujer dominicana, por la que fue galardonado con el Premio Salomé Ureña de Henríquez en 1977. Otras obras suyas son: Rubén Darío, poeta de América y de España; Nuñez de Cáceres, reivindicación; Máximo Gómez, el Libertador; Antología de escritores banilejos; En honor a los héroes y mártires; Quinto Centenario del Descubrimiento del Nuevo Mundo; Páginas escogidas; Remembranzas; y Máximo Gómez, episodios heroicos y sentimentales. 
Desempeñó funciones diplomáticas en Uruguay, Brasil, Francia, fue embajador ante las Naciones Unidas en Nueva York y posteriormente fue embajador adscrito a la Cancillería, encargado de Asuntos Haitianos. Dirigió la Biblioteca Nacional de la República Dominicana entre 1978 y 1980. Fue elegido síndico en 1960 en Santo Domingo.
En 1961, tuvo parte activa en la conjura contra el dictador Rafael Leónidas Trujillo. Por su participación en el complot, fue encarcelado y torturado en la represión que siguió. Relata sus experiencias en su libro Las garras del terror.